# Francisco I de Orleães-Longueville
Francisco I de Orleães, Conde de Longueville (em francês: François I d'Orléans, comte de Longueville; 1447 – 1491) foi um nobre francês, pertencente à Casa capetiana de Orleães-Longueville, ramo natural cadete da Casa de Valois. Foi Par de França, conde de Dunois, de Longueville, e de Tancarville, barão de Varenguebec, visconde de Melun, senhor de Parthenay, de Beaugency, de Château-Renault, governador do Delfinado e da Normandia, condestável e camareiro da Normandia.

## Biografia
Francisco era o filho mais velho do célebre João de Dunois, o "Bastardo de Orleães", e de Maria de Harcourt, que deu origem à Casa Orleães-Longueville e pai do primeiro duque de Longueville. Foi Camareiro-mor de França, camareiro da Normandia (cargo adstrito ao título de Conde de Tancarville) e condestável da Normandia (adstrito ao título de barão de Varenguebec).
No decurso da Guerra Louca [fr] (Guerre folle), toma partido pelo pretendente Luís II de Orleães contra a regente Ana de Beaujeu. Ele toma o castelo de Parthenay em junho de 1487, e depois reúne as tropas rebeldes em Nantes. Declarado culpado pelo crime de lesa-majestade em janeiro de 1488, é finalmente amnistiado um ano mais tarde com o seu companheiro de armas, Odet d’Aydie quando Ana da Bretanha se torna duquesa.

### Casamento e descendência
Em 2 de julho de 1466 casa com Inês de Saboia (1445–1508), uma das dezassete crianças nascidas do casamento do duque Luís, Duque de Saboia com Ana de Lusinhão, princesa de Chipre. Deste casamento nasceram três filhos:
- Francisco II (François; 1470–1512), conde de Dunois et Longueville, etc., primeiro duque de Longueville, sem geração;
- Luís I (Louis; 1480–1516), conde de Montgommery, príncipe de Châtelaillon e visconde de Abbeville, Vem a suceder ao irmão mais velho como duque de Longueville, etc., com geração;
- João (Jean, 1484–1533), arcebispo de Toulouse e cardeal.

## Heráldica
O brasão de armas de Francisco I deriva do de seu pai, o Bastardo de Orleães, diferenciando-se, como referido por Robert Garnier, pela Barra brocante sobre o todo (sinal de bastardia) ter sido trasformada em banda, com orientação diagonal inversa. De facto, era assim cancelado o sinal de ilegitimidade da Casa.